# F-94 (航空機)
F-94 スターファイア
F-94B
- 用途：邀撃機
- 分類：戦闘機
- 設計者：ロッキード
- 製造者：ロッキード（現ロッキード・マーティン）
- 運用者： アメリカ合衆国（アメリカ空軍）
- 初飛行：1949年
- 生産数：855機
- 運用開始：1950年
- 退役：1960年
- 運用状況：退役(民間機として数機が飛行可能)
- 原型機：T-33 シューティングスター

F-94は（F-94）はロッキードが開発した全天候戦闘機である。
しばしば“スターファイアシリーズ”と呼ばれるが、公式の愛称として“スターファイア”(Starfire)の名が与えられているのはC型以降のみである。

## 概要
第二次世界大戦においては、機載レーダーの実用化により、本格的な夜間戦闘機が実用化の域に達した。大戦の終結後、冷戦下の開発競争は夜間戦闘機のジェット化も促した。レシプロ機のF-61、F-82F/G型が旧態化した折、ソ連は1949年に核実験を成功させ、大戦中に抑留したB-29を解析したコピー機であるTu-4を実戦配備したことから、ソ連側によるアメリカへの核攻撃の危機が顕在化し、これらを要撃すべき夜間（全天候）ジェット戦闘機の開発は米空軍にとって喫緊の要請になった。
技術的にレーダーの操作と操縦を一人の要員でこなすことは難しかったため、パイロットとオペレーターの2名が必要なことから、複座機が好ましく、1948年3月に進空したばかりのジェット練習機TP-80C（後のT-33）をベースに夜間戦闘機が開発されることとなった。TP-80の改造試作機は1949年4月16日に初飛行した。試作機の名称は当初ETF-80Cであったが、YF-94の名で仮発注を受け、量産契約は1949年11月に結ばれた。
大出力レーダー（AN/APG-33）と火器管制装置（ヒューズ E-1）、射撃コンピュータ（スペリー A-1C）、地上データリンク、無誘導空対空ロケットを装備した。レーダーアンテナは機首に装備し、インテイクは原型のT-33と同じく胴体脇にある。主翼は低翼配置の直線翼である。

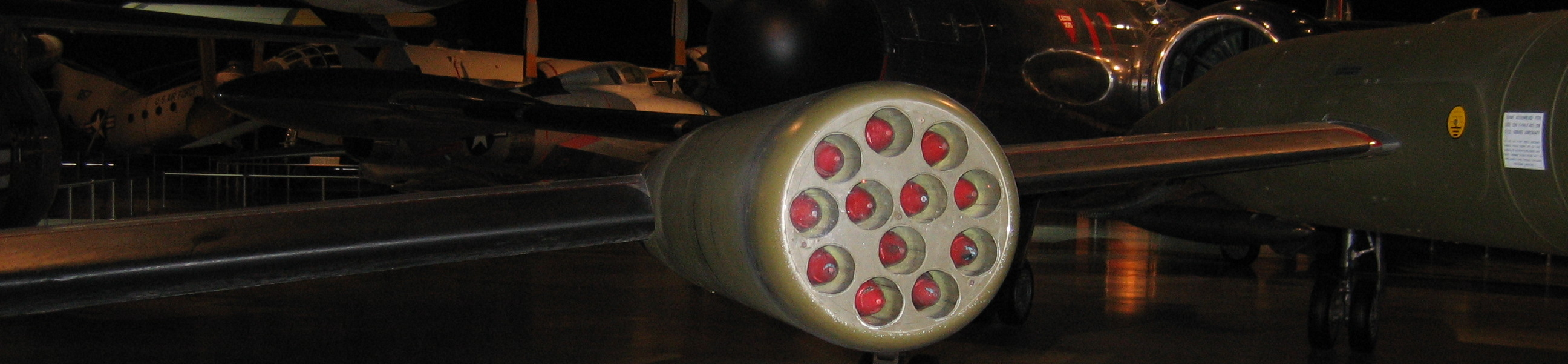
F-94Cの主翼に装備されたFFAR12連装ポッド。樹脂製カバーコーンは取り去られている。

武装はA/B型共に機首下面にAN/M3 12.7mm機関銃4基を装備し、B型およびA型の改修機では主翼にAN/M3 2丁を収納したガンポッドの装備が可能となり、武装は12.7mm機関銃合計8丁となったが、対爆撃機戦闘を考慮すると12.7mm機関銃では火力不足であり、20mm機関砲への換装が構想されたが実現しなかった。
C型は機銃を装備せず、機首に24発（6発装填の発射機4基を内蔵）搭載したMk4 FFAR マイティ・マウス空対空ロケットを主武装とした。しかし、機首に配置されたロケット弾発射装置は斉射すると発射煙がエンジンに流入して失火（フレームアウト）の原因となることが判明し、後期には両主翼中央部に設置されたMk4 FFAR各12発装備のロケット弾ポッド1基、左右計2基を主武装とし、機首の発射装置にはロケット弾を搭載せずに運用された。
エンジンはアメリカ空軍制式機初のアフターバーナー付きに強化され、燃料消費量が増加したため、主翼端の増槽（チップタンク）は大型化された。
朝鮮戦争勃発とほぼ同時の1950年5月に配備開始、夜間撃墜を記録している。空軍では1959年まで使用され、その後は空軍州兵に回された。練習機やチェイス機としても使用された。
- 発達系譜

| P-80A/B / F-80A/B | P-80A/B / F-80A/B | P-80A/B / F-80A/B | P-80A/B / F-80A/B | P-80A/B / F-80A/B | P-80A/B / F-80A/B | 戦闘機        | 戦闘機        | 戦闘機     | 戦闘機     | 戦闘機     | 戦闘機     |               |               |               |               |               |               |           |           |            |            |            |            |            |            |  |  |
| P-80A/B / F-80A/B | P-80A/B / F-80A/B | P-80A/B / F-80A/B | P-80A/B / F-80A/B | P-80A/B / F-80A/B | P-80A/B / F-80A/B | 戦闘機        | 戦闘機        | 戦闘機     | 戦闘機     | 戦闘機     | 戦闘機     | P-80C / F-80C | P-80C / F-80C | P-80C / F-80C | P-80C / F-80C | P-80C / F-80C | P-80C / F-80C | 改良型    | 改良型    | 改良型     | 改良型     | 改良型     | 改良型     |            |            |  |  |
|                   |                   |                   |                   |                   |                   |               |               |            |            |            |            | P-80C / F-80C | P-80C / F-80C | P-80C / F-80C | P-80C / F-80C | P-80C / F-80C | P-80C / F-80C | 改良型    | 改良型    | 改良型     | 改良型     | 改良型     | 改良型     |            |            |  |  |
|                   |                   | TF-80C / T-33     | TF-80C / T-33     | TF-80C / T-33     | TF-80C / T-33     | TF-80C / T-33 | TF-80C / T-33 | 練習機     | 練習機     | 練習機     | 練習機     | 練習機        | 練習機        |               |               |               |               |           |           |            |            |            |            |            |            |  |  |
|                   |                   | TF-80C / T-33     | TF-80C / T-33     | TF-80C / T-33     | TF-80C / T-33     | TF-80C / T-33 | TF-80C / T-33 | 練習機     | 練習機     | 練習機     | 練習機     | 練習機        | 練習機        |               |               |               |               |           |           |            |            |            |            |            |            |  |  |
|                   |                   |                   |                   |                   |                   |               |               |            |            |            |            |               |               |               |               |               |               |           |           |            |            |            |            |            |            |  |  |
|                   |                   |                   |                   |                   |                   |               |               |            |            |            |            |               |               |               |               |               |               |           |           |            |            |            |            |            |            |  |  |
|                   |                   | F-94              | F-94              | F-94              | F-94              | F-94          | F-94          | 夜間戦闘機 | 夜間戦闘機 | 夜間戦闘機 | 夜間戦闘機 | 夜間戦闘機    | 夜間戦闘機    | T2V / T-1     | T2V / T-1     | T2V / T-1     | T2V / T-1     | T2V / T-1 | T2V / T-1 | 艦上練習機 | 艦上練習機 | 艦上練習機 | 艦上練習機 | 艦上練習機 | 艦上練習機 |  |  |

## 要目 （F-94B）
- 全長：12.21m
- 全幅：11.86m
- 全高：3.86m
- 自重：4.5t
- エンジン：アリソン J33 遠心式ターボジェットエンジン（推力 2.4t）
- 乗員：2名
- 武装：ブローニング AM/M3(12.7mm)機銃x4 12.7mm機銃連装ガンポッドx2 爆弾等最大900kg

## 派生型
YF-94
試作機。TP-80Cより2機改造。
F-94A
量産型。機銃4丁を固定武装とし、戦闘爆撃機としても使用可。110機製造。
F-94B
A型の改良型。357機製造。固定武装に加え主翼にガンポッドの搭載が可能となった。
F-94C
全面改良型。計画名称YF-97。垂直尾翼変更、エンジン強化(P&W J48)、JATO装備可。FCS換装、固定武装廃止、Mk4 FFAR (2.75inch)空対空ロケット弾を機首および主翼に装備。1951年6月より387機製造。
EF-94C
偵察機型の試作機。
YF-94D
試作機。
F-94D
C型の戦闘爆撃機型。単座・12.7mm機銃8門装備。112機を生産する計画であったが量産されず。試作機はM61モーターガトリング砲のテストベッドに流用された。

## 登場作品
『極地からの怪物 大カマキリの脅威』
B型とC型が登場。B型は、北極レーダー基地の対空レーダーが未確認飛行物体を探知したことを受けてスクランブル発進し、しばらく飛行物体の捜索を行っていた最中に、墜落したアメリカ軍のC-47を発見する。C型は、冒頭にて北極レーダー基地の1つが交信不能となったことを受けて偵察飛行を行い、破壊されたレーダー基地を確認する。その後、夜間に基地を襲撃した巨大カマキリを夜が明けた後に捜索する。